# Hyperloop
Hyperloop (lett. iperanello o iperciclo) è un'ipotesi di tecnologia futuribile per il trasporto ad alta velocità di merci e passeggeri all'interno di tubi a bassa pressione in cui le capsule sono spinte da motori lineari a induzione e compressori d'aria. L'infrastruttura legata al sistema Hyperloop dovrebbe essere costituita da un doppio tubo sopraelevato in cui possono scorrere delle capsule adibite al trasporto.

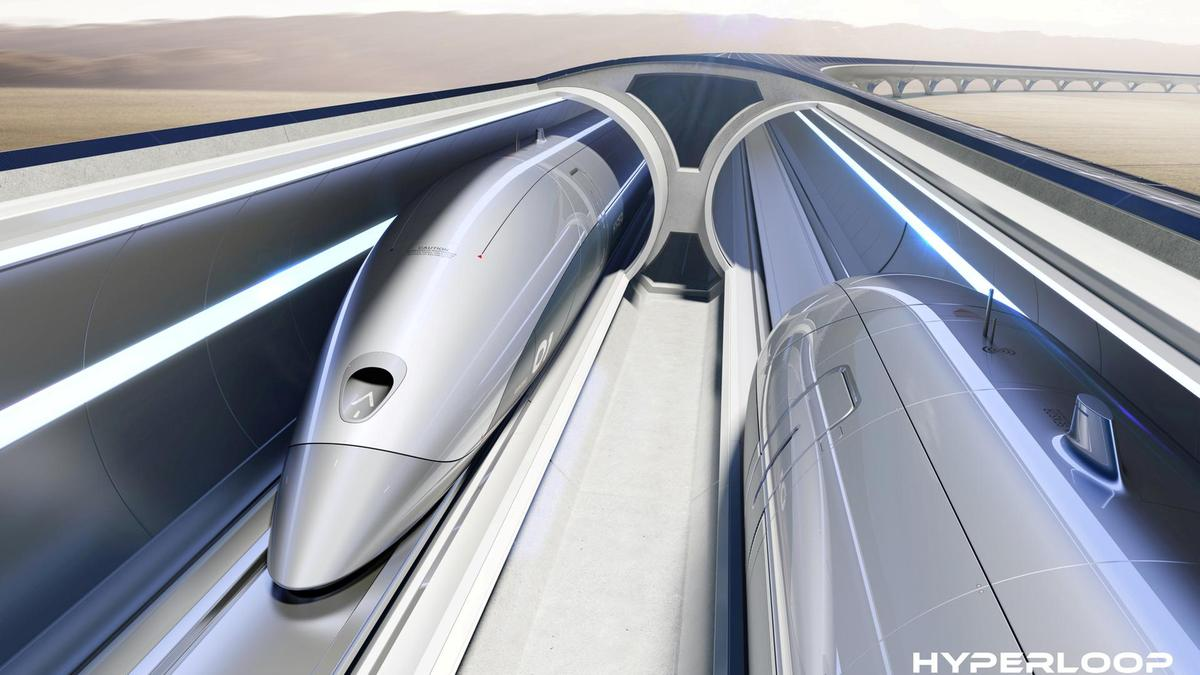
Render del sistema Hyperloop

## Tecnologia

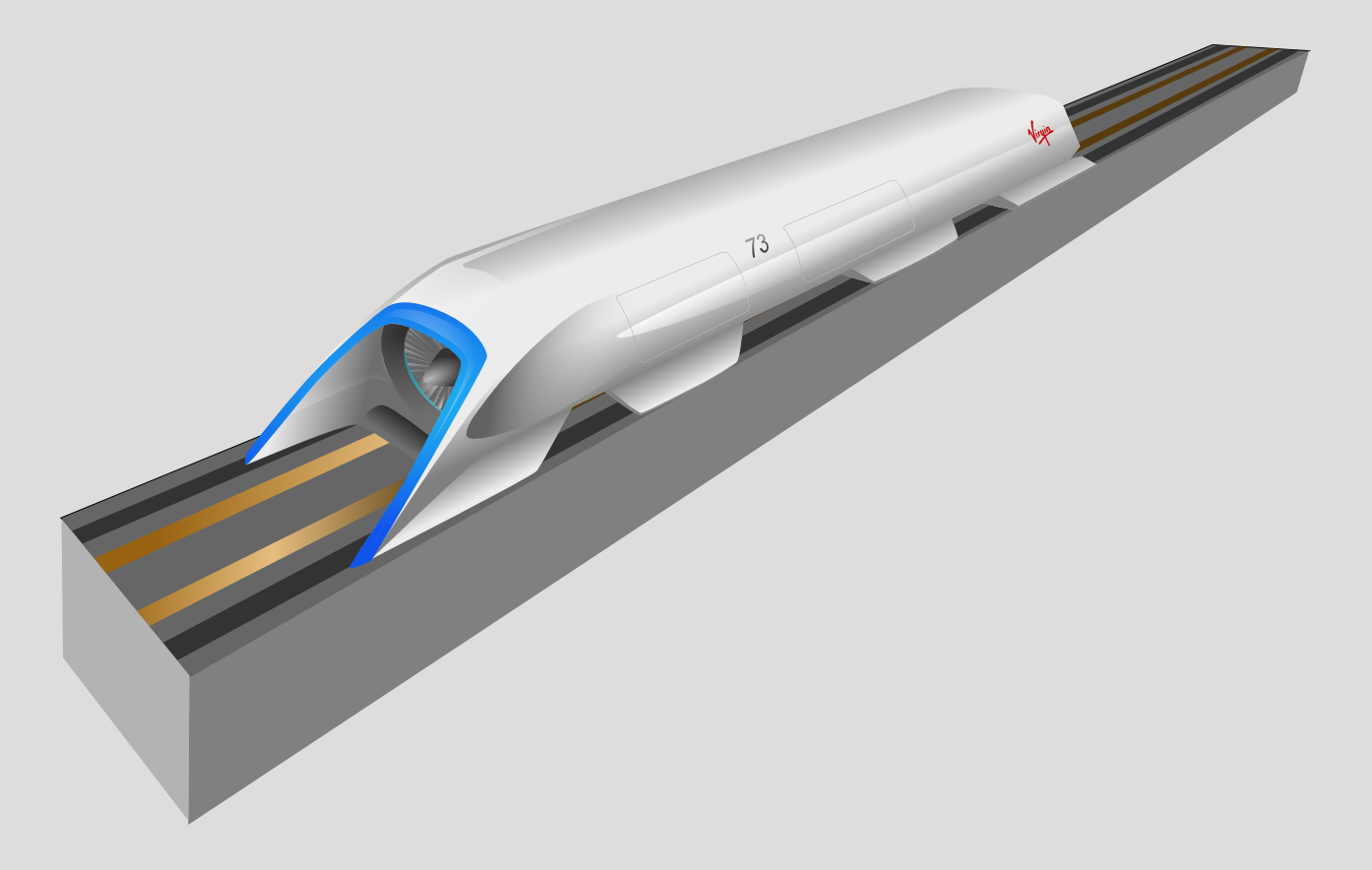
Schizzo artistico del sistema Hyperloop

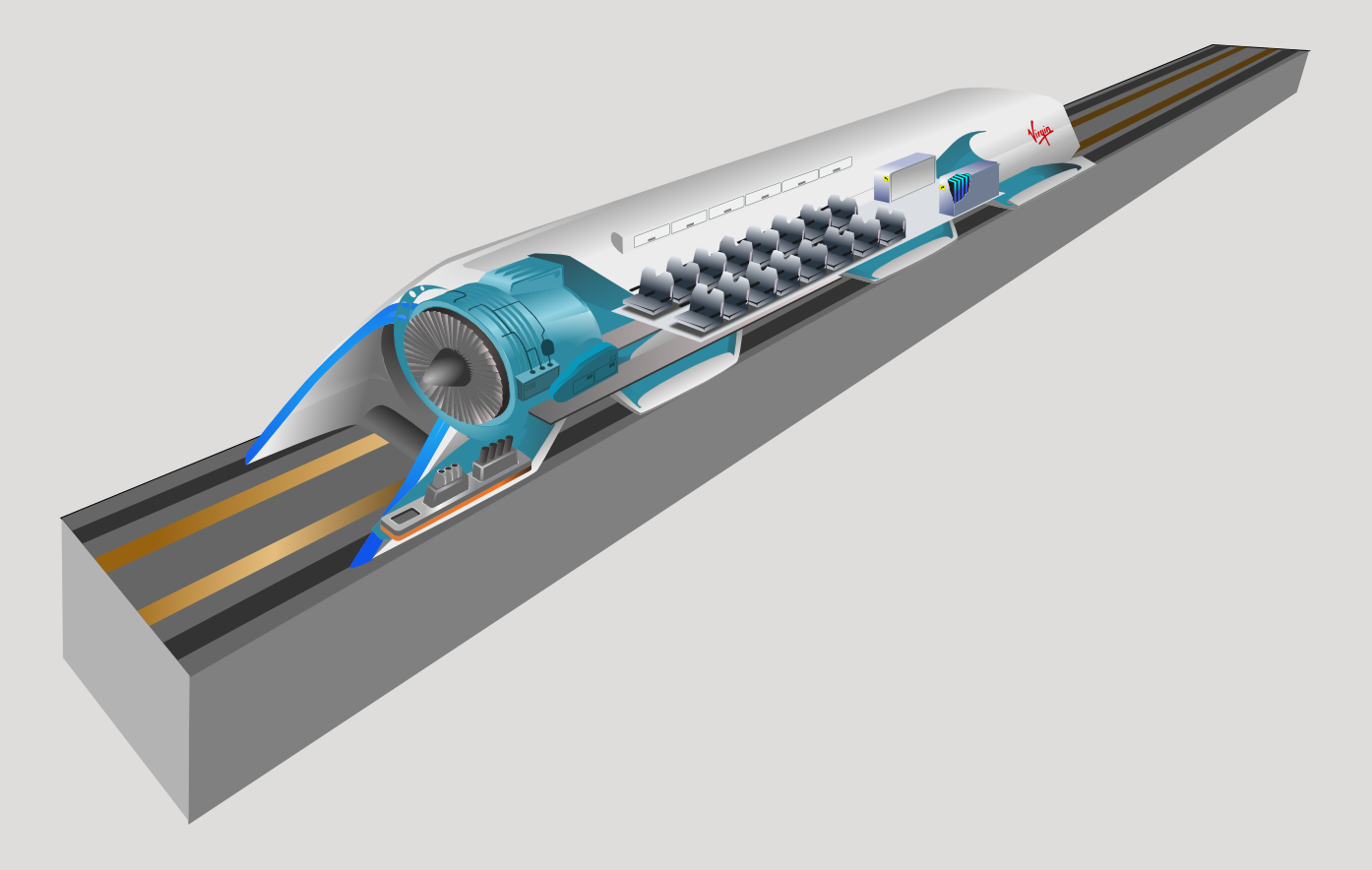
Schizzo artistico delle componenti interne dellHyperloop

L'interno del tubo è tenuto a bassa pressione per minimizzare l'attrito dell'aria. Le capsule si muovono su un cuscino d'aria generato attraverso più aperture nella sua base, così da ridurre ulteriormente l'attrito. In alternativa è in fase di studio la possibilità di utilizzare magneti permanenti per la levitazione magnetica delle capsule.
L'idea di un treno che corre in un tubo a bassa pressione (detto vactrain) non è recente, essendo stata proposta per la prima volta da Robert Goddard all'inizio del XX secolo. Nel corso del '900 furono elaborati diversi studi e progetti al riguardo in varie parti del mondo, come lo svizzero Swissmetro, ma la loro realizzazione è stata ostacolata dalle difficoltà tecniche e soprattutto economiche. Studi scientifici vennero realizzati in Sicilia negli anni nel 1967. I progetti siciliani Hyperloop comprendevano il mega tubo-galleria depressurizzato all’interno del quale corrono treni a levitazione magnetica con un modello embrionale chiamato IAP3. L'idea è stata poi ripresa tra il 2012 e il 2013 dall'imprenditore sudafricano Elon Musk; al 2017; lo studio del sistema è portato avanti dalla Hyperloop One (già Hyperloop Technologies Inc.), dalla Hyperloop Transportation Technologies (HTT) e dalla canadese Transpod.
Le simulazioni sono state condotte in modalità collaborativa e open source attraverso il framework OpenMDAO e non è stato depositato alcun brevetto.
Il risorto interesse nella tecnologia Vactrain è dovuto alla disponibilità di tecnologie un tempo assenti, tra cui quelle che permettono di portare e mantenere i lunghi tubi di trasporto a bassa pressione e quelle che permettono di realizzare lunghi motori elettrici lineari.

## Storia e sviluppo

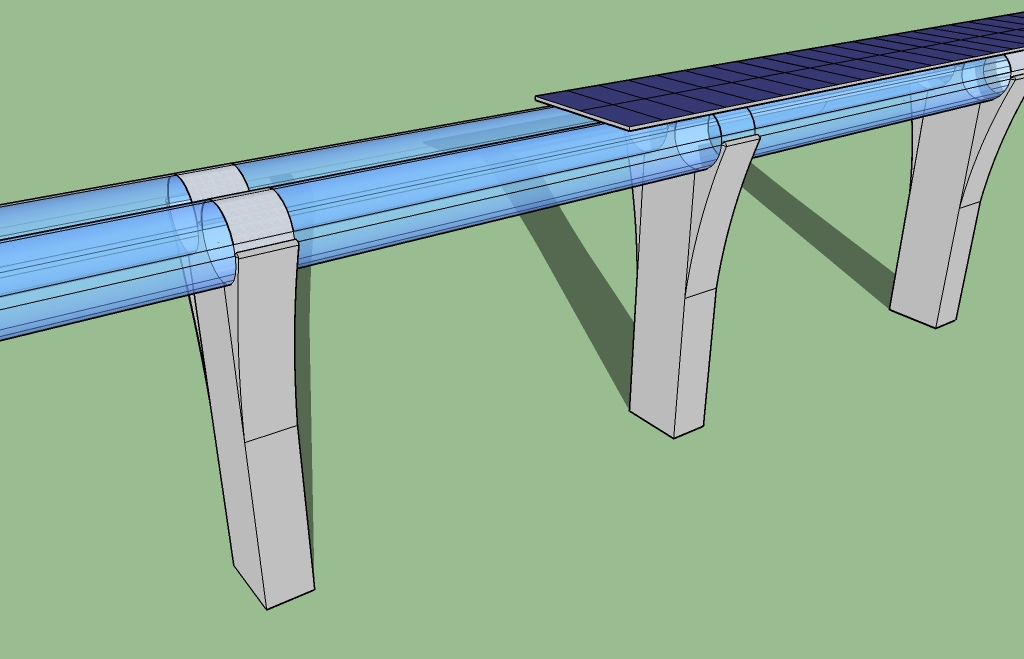
Schema 3D delle gallerie

L'hyperloop ha le sue radici in un concept di George Medhurst del 1799, successivamente sviluppato sotto i nomi di ferrovia pneumatica, ferrovia atmosferica o treno a vuoto. In Sicilia negli anni 60 vennero effettuati i primi studi scientifici che riguardavano hyperloop e vennero progettati dei treni ad alta velocità che furono costruiti e collaudati nell’ex aeroporto militare di Trapani-Milo, oggi sede di un Centro ricerche e della base “Luigi Broglio” dell’Agenzia spaziale italiana. Elon Musk ha rinnovato l'interesse per l'hyperloop dopo averlo menzionato in un discorso tenuto nel 2012. Musk ha ulteriormente promosso il concetto pubblicando un white paper nell'agosto 2013, che concepiva un percorso hyperloop che va dalla regione di Los Angeles alla San Francisco Bay Area, seguendo all'incirca il corridoio dell'Interstate 5. Il suo concetto iniziale comprendeva tubi a pressione ridotta in cui capsule pressurizzate viaggiano su cuscinetti ad aria azionati da motori a induzione lineare e compressori assiali. Gli analisti dei trasporti hanno contestato le stime dei costi incluse nel white paper, con alcuni che prevedevano che un hyperloop realizzato sarebbe stato di diversi miliardi di dollari più costoso rispetto al budget previsto.
L'11 maggio 2016 è stato realizzato in Nevada da Virgin Hyperloop (conosciuta anche come Hyperloop Technologies e Hyperloop One) un primo prototipo parziale in scala 1:1, consistente in un carrello che ha raggiunto una velocità di 186 km/h dopo un'accelerazione di due secondi. Non essendo stato realizzato un sistema di frenatura, il carrello è stato fermato usando sacchi di sabbia.
Sempre a maggio 2016 è stato reso pubblico che le ferrovie russe avvieranno una collaborazione con Hyperloop Technologies Inc. per studiare la fattibilità di un collegamento tra Mosca e San Pietroburgo. Inoltre, a margine dell'11º World Congress on Railway Research tenutosi a Milano il 31 maggio 2016, anche l'amministratore delegato di Ferrovie dello Stato Italiane, Renato Mazzoncini, ha dichiarato che, nonostante in Italia, per la morfologia del territorio, tale tecnologia sia di difficile applicazione, collaborerà al progetto di sviluppo di Hyperloop.
Il 2 agosto 2017 Hyperloop One ha diffuso informazioni riguardo ulteriori test effettuati nel deserto del Nevada nei quali il prototipo ha raggiunto una velocità di circa 300 km/h in un tubo depressurizzato di 500 m di lunghezza.
Il 28 agosto 2017 il comune di Hawthorne in California autorizza per la prima volta su suolo pubblico lo scavo di un tunnel per Hyperloop.
Da aprile 2018 si inizia la sperimentazione anche a Tolosa, con i tubi di HyperloopTT in un percorso di 320 m, e dal 2019 con uno di 1 km.
Il 19 luglio 2018 in Cina, il governo locale della città di Tongren ha annunciato il raggiungimento di un accordo con la società californiana Hyperloop Transportation Technologies (HTT) per la costruzione di un tracciato ferroviario. Il progetto in corso nel Guizhou prevede la creazione di un partenariato tra il governo della città di Tongren e HTT, che consentirà una collaborazione economica divisa al 50% del costo iniziale di circa 10 miliardi di yuan (1,5 miliardi di dollari). Le due sussidiarie della statale China Railway Construction Corp., China Railway Maglev Transportation Investment and Construction Co. e China Railway Fifth Survey and Design Institute Group, saranno coinvolte nei lavori di costruzione divisi in due operazioni distinte, con la realizzazione di una prima tratta della lunghezza di 10 km che collegherà la città con l'aeroporto. La seconda tratta, realizzata soltanto in caso di successo della prima, si estenderà per 50 km dal centro cittadino fino alle pendici del monte Fanjing, una delle località turistiche più famose di Tongren.
Il 3 ottobre 2018 la spagnola Airtificial completa il primo pod in scala reale (1:1) per uso commerciale: "Quintero One", per la partner Hyperloop TT.
Nel novembre 2020 è stato effettuato il primo test storico con due passeggeri a bordo.
Nel febbraio 2022 Virgin Hyperloop annuncia il licenziamento di metà dei dipendenti e l'abbandono dei progetti di trasporto passeggeri per concentrarsi sullo sviluppo del trasporto merci, visti il calo d'interesse del pubblico e i potenziali rischi connessi al trasporto di persone.
Il 31 dicembre 2023 la società Hyperloop one chiude definitivamente.

### In Italia
Il 29 dicembre 2021 la Giunta regionale del Veneto ha approvato un protocollo d'intesa con il MIT e CAV per la sperimentazione della tecnologia hyper transfer. Il 10 maggio 2023, la regione Veneto, tramite un comunicato stampa, ha annunciato che sarà il consorzio formato dalle società Webuild e Leonardo, individuate in seguito a gara indetta da CAV, a realizzare lo studio di fattibilità del progetto.

## Competizione Hyperloop Pod
A gennaio 2017 viene inaugurata la prima gara di velocità tra prototipi di pod.
Il 28 agosto 2017 si conclude la seconda edizione di Hyperloop Pod Competition, ovvero una gara tra squadre di ricercatori e scienziati che consiste in una gara di velocità tra prototipi di pod che è stata vinta dalla squadra Warr che ha proposto un pod che viaggia alla velocità di 320 km/h.

## Aziende
- Hyperloop One (ex Hyperloop Technologies)[28]
- Virgin Hyperloop One (filiale inglese, dal 19 ottobre 2017 finanziata anche da Virgin[29])
- Hyperloop Transportation Technologies[30] (HTT) al 93,55% di proprietà di Jumpstarter
- Hyperloop Italia S.R.L
- TransPod
- Delft Hyperloop (Paesi Bassi)[31]
- The Boring Company

## Ipotesi realizzative
- Tratta Stazione di Milano Cadorna – Aeroporto di Milano Malpensa[32][33][34][35]
- Tratta Torino – Milano[36][37]
- Tratta Los Angeles – San Francisco[1]
- Tratta Toronto – Montréal[38]
- Tratta Budapest – Bratislava[39]
- Tratta Dubai – Abu Dhabi[40]
- Tratta Mosca – San Pietroburgo[12]
- Tratta Corsica – Sardegna[41][42]
- Tratta New York – Washington[43]
- Tratta Edimburgo – Londra[29]
- Tratta Interporto di Padova – Porto di Venezia[44][45][46][47]

## Difficoltà tecniche e critiche
Alcuni dei critici del sistema Hyperloop si concentrano sull'esperienza di trovarsi, fattore non piacevole, in una capsula stretta, sigillata e senza finestre, all'interno di un tunnel sigillato di acciaio, sottoposto a significative accelerazioni. Sarebbero inoltre probabilmente presenti elevati livelli di rumore dovuti all'aria compressa canalizzata attorno alla capsula a velocità quasi soniche.
Inoltre, nonostante il tubo sia almeno inizialmente liscio, il terreno potrebbe avere degli spostamenti a causa dell'attività sismica. A velocità elevate, piccole deviazioni da un percorso rettilineo possono aumentare notevolmente gli spostamenti, e a 270 m/s di velocità, il disallineamento di un solo millimetro può provocare notevoli vibrazioni e urti tra i passeggeri, che difficilmente potrebbero muoversi durante il viaggio, ad esempio per andare in bagno o per ottenere assistenza in caso di malessere. Questo in aggiunta alle questioni pratiche e logistiche su come meglio affrontare malfunzionamenti di apparecchiature, incidenti ed evacuazioni di emergenza.
Un'altra critica riguarda le tecniche di progettazione del sistema tubolare. Il professor John Hansman ha suggerito altri possibili problemi, come ad esempio un leggero disallineamento del tubo e la potenziale interazione tra il cuscino d'aria e l'aria a bassa pressione, chiedendosi cosa succederebbe se mancasse l'elettricità e il treno si trovasse lontano da una città. Il professor Richard Muller ha anche espresso preoccupazione riguardo alla vulnerabilità dei tubi, che potrebbero essere un obiettivo per i terroristi, o anche che il sistema dovrebbe prevedere la rimozione di polvere o sporcizia dall'interno del tubo in costante accumulo.
In aggiunta ai costi notevolmente superiori rispetto a quelli di una linea ferroviaria ad alta velocità, il sistema viene anche criticato per la mancanza di flessibilità e interoperabilità con altri mezzi di trasporto. La prevista rapida velocità di accelerazione del mezzo potrebbe inoltre creare potenziale disagio per i passeggeri, mentre i lunghi tempi di decelerazione scoraggiano fermate intermedie nella linea. Un ulteriore limite del sistema, che non prevede raddoppi o linee complementari come una rete ferroviaria, è che in caso di guasto di un mezzo o sul tubo, tutta la linea dovrà essere bloccata senza possibilità di usare percorsi alternativi per raggiungere la destinazione. La notevole velocità prevista dai vettori, inoltre, richiederebbe per i cambi di direzione raggi di curva maggiori di 100 chilometri per garantire un comfort a bordo paragonabile a quelli di un treno viaggiante su una linea ad alta velocità (ovvero una accelerazione laterale non superiore a 0.1 g). La necessità di garantire l'arresto di emergenza alle velocità previste di 1200 km/h limita la capacità della linea a un tempo minimo di due minuti di attesa tra le partenze di pod nella stessa direzione. In definitiva si ritiene che il sistema richieda ulteriori infrastrutture di controllo e sicurezza inizialmente non previste, che oltre a impattare sui tempi di percorrenza, andrebbero ad aumentare il consumo di territorio dell'infrastruttura stessa e i suoi costi di costruzione e di gestione. La limitata capacità del sistema (in base a diversi studi, stimata dalle 10 alle 40 volte inferiore a quella di una linea ferroviaria ad alta velocità) resta la principale criticità, in aggiunta alle difficoltà tecniche nel prevedere diramazioni o fermate intermedie e ai citati problemi di sicurezza per i passeggeri.